# Liste der Baudenkmale in Sehlde
In der Liste der Baudenkmale in Sehlde sind die Baudenkmale der niedersächsischen Gemeinde Sehlde aufgelistet. Der Stand der Liste ist der 1. August 2022. Die Quelle der Baudenkmale ist der Denkmalatlas Niedersachsen.

## Allgemein
In den Spalten befinden sich folgende Informationen:
- Lage: die Adresse des Baudenkmales und die geographischen Koordinaten. Kartenansicht, um Koordinaten zu setzen. In der Kartenansicht sind Baudenkmale ohne Koordinaten mit einem roten Marker dargestellt und können in der Karte gesetzt werden. Baudenkmale ohne Bild sind mit einem blauen Marker gekennzeichnet, Baudenkmale mit Bild mit einem grünen Marker.
- Bezeichnung: Bezeichnung des Baudenkmales
- Beschreibung: die Beschreibung des Baudenkmales. Unter § 3 Abs. 2 NDSchG werden Einzeldenkmale und unter § 3 Abs. 3 NDSchG Gruppen baulicher Anlagen und deren Bestandteile ausgewiesen.
- ID: die Objekt-ID des Baudenkmales
- Bild: ein Bild des Baudenkmales, ggf. zusätzlich mit einem Link zu weiteren Fotos des Baudenkmals im Medienarchiv Wikimedia Commons. Wenn man auf das Kamerasymbol klickt, können Fotos zu Baudenkmalen aus dieser Liste hochgeladen werden:

### Gruppe: Kirchhof Sehlde
Die Gruppe „Kirchhof Sehlde“ umfasst den Ortskern mit der Kirche und dem Kirchhof hat die ID 33968025.

| Lage                                        | Bezeichnung | Beschreibung | ID       | Bild           |
| ------------------------------------------- | ----------- | --- | -------- | -------------- |
| An der Kirche 2 52° 2′ 23″ N, 10° 15′ 47″ O | Kirche      | Der Westturm der Dorfkirche Sehlde wurde 1698 an der Stelle des früheren gotischen Turms, der Chor 1702 errichtet. Die Saalkirche zeigt sich in verputztem Bruchstein unter einem Satteldach. Ernst Dietrich Bartels schuf 1749 den Kanzelaltar. Im gleichen Jahr wurde die Orgel eingefügt. Es finden sich zahlreiche barocke Wandmalereien, die 2011 freigelegt wurden. 1840 wurde die Kirche renoviert. | 34103858 | Weitere Bilder |
| An der Kirche 2 52° 2′ 23″ N, 10° 15′ 47″ O | Kirchhof    | Der Kirchhof ist weitgehend erhalten und mit einer Bruchsteinmauer eingefriedet. Die Pflasterung ist modern. | 34103883 | BW             |
| An der Kirche 2 52° 2′ 22″ N, 10° 15′ 47″ O | Grabstein   | 1817 aufgestellter Grabstein für Adolph Gottlieb (oder Gottlob) Liekefett. | 34103905 | BW             |
| An der Kirche 2 52° 2′ 22″ N, 10° 15′ 48″ O | Grabstein   | 1840 aufgestellter Grabstein aus Sandstein „Rollwage“ | 34103930 | BW             |
| An der Kirche 2 52° 2′ 23″ N, 10° 15′ 46″ O | Grabdenkmal | 1832 errichtetes klassizistisches Grabdenkmal aus Sandstein für die verstorbene Marie-Elisabeth Karoline Mumme (1805-1832): Die Denkmalplinthe besteht aus einer kannelierten Säule auf einem Sockel unter einem Deckplatte mit Konsolgesims mit Vasenaufsatz. | 34103955 | BW             |

### Gruppe: Beyes Mühle
Die Gruppe „Beyes Mühle“ besteht aus zwei Gebäuden mit dem Mühlenwehr an den Armen der Innerste. Die Gruppe Beyes Mühle hat die ID 33968042.

| Lage                                       | Bezeichnung  | Beschreibung | ID       | Bild |
| ------------------------------------------ | ------------ | --- | -------- | ---- |
| Wiesenstraße 52° 2′ 28″ N, 10° 16′ 13″ O   | Lagergebäude | Um 1870 errichtetes zweigeschossiges, verputztes Ziegelgebäude auf einem Quadersockel unter einem Satteldach.                                  | 34104329 | BW   |
| Wiesenstraße 52° 2′ 29″ N, 10° 16′ 15″ O   | Stall        | Um 1900 errichtetes zweigeschossiges, verputztes Gebäude mit Mittelrisalit und Zwerchhaus an der westlichen Traufseite unter einem Satteldach. | 34104353 | BW   |
| (Wiesenstraße) 52° 2′ 28″ N, 10° 16′ 12″ O | Umflut       | Umflut der Innerste für die Mühle; aus der Denkmalliste gestrichen.                                                                            | 34104377 | BW   |
| (Wiesenstraße) 52° 2′ 27″ N, 10° 16′ 17″ O | Stauwehr     | Stauwehr für die Mühle; aus der Denkmalliste gestrichen.                                                                                       | 34104400 | BW   |
| (Wiesenstraße) 52° 2′ 29″ N, 10° 16′ 11″ O | Brücke       | Brücke über die Umflut; aus der Denkmalliste gestrichen.                                                                                       | 34104422 | BW   |

### Gruppe: Hofanlage Hundemarkt 9–10
Die Gruppe „Hofanlage Hundemarkt 9-10“ ist eine dreiseitige Hofanlage bestehend aus Herrenhaus und Wirtschaftsgebäude. Die Hofanlage hat die ID 33968075.

| Lage                                      | Bezeichnung        | Beschreibung | ID       | Bild |
| ----------------------------------------- | ------------------ | --- | -------- | ---- |
| Hundemarkt 10 52° 2′ 29″ N, 10° 15′ 58″ O | Wohnhaus           | Wohl zu Beginn des 20. Jahrhunderts errichtetes zweigeschossiges Ziegelgebäude mit Ecktürmchen, mit Außenrisalit auf der Nordseite und mit Mittelrisalit auf der Südseite unter einem Halbwalmdach. | 34104170 | BW   |
| Hundemarkt 9A 52° 2′ 27″ N, 10° 15′ 58″ O | Wirtschaftsgebäude | 1875 errichtetes verputzter Bruchsteinbau unter Satteldach. 1994 zu Wohnzwecken umgebaut. | 34099219 | BW   |

### Gruppe: Hofanlage Schulstraße
Die Gruppe „Hofanlage Schulstraße“ ist eine dreiseitige Hofanlage aus dem 19. Jahrhundert. Die Hofanlage hat die ID 33968058.

| Lage                                        | Bezeichnung | Beschreibung | ID       | Bild |
| ------------------------------------------- | ----------- | --- | -------- | ---- |
| Schulstraße 15 52° 2′ 27″ N, 10° 15′ 52″ O  | Wohnhaus    | Von 1885 bis 1886 errichtetes zweigeschossiges Ziegelgebäude mit zweiarmiger Freitreppe aus Sandsteinquadern mit Ziergeländer und gusseisernem Vordach auf einem Sandsteinsockel unter einem Satteldach. | 34104277 | BW   |
| Schulstraße 15A 52° 2′ 27″ N, 10° 15′ 51″ O | Stall       | Um 1890 errichteter langgestreckter zweigeschossiger Stall auf einem Sandsteinquadersockel unter einem Satteldach.                                                                                       | 34104249 | BW   |
| Schulstraße 15B 52° 2′ 27″ N, 10° 15′ 53″ O | Scheune     | Um 1870 errichtetes zweigeschossiges Gebäude auf einem Quadersockel unter einem Satteldach. | 34104303 | BW   |

### Einzeldenkmale
| Lage                                                              | Bezeichnung    | Beschreibung | ID       | Bild           |
| ----------------------------------------------------------------- | -------------- | --- | -------- | -------------- |
| (Jägerhaus) 52° 1′ 52″ N, 10° 12′ 52″ O                           | Hubertusgrotte | Die Sonnenuhr an der Grotte datiert auf 1727. Hier war von Friedrich Anton Freiherr von Bocholtz eine kleine Einsiedelei für sein Jagdrevier eingerichtet worden. In die Hubertusgrotte im Hainberg wurde eine katholische Kapelle auf Veranlassung von Bocholtz’ 1733 anlässlich des Besuchs des Bischofs Clemens August von Bayern von 1729 angelegt. | 34103809 | Weitere Bilder |
| Jägerhaus 52° 1′ 53″ N, 10° 12′ 51″ O                             | Gaststätte     | Um 1820 wurde das sog. Jägerhaus für Ernst von Münster errichtet. In den 1850er Jahren wurde ein Geschoss aufgesetzt und 1881 der Turm angebaut. Eine Erweiterung des Gebäudes nach Norden erfolgte 1884/1885. Für NS-Hubertusfeiern wurde in den 1930er Jahren ein Balkon angebracht. Das heute zweigeschossige Gebäude liegt unter einem Satteldach. Die Terrasse ist mit einer Bruchsteinmauer eingefriedet. Heute befindet sich in dem Gebäude die Gaststätte Jägerhaus. | 34103834 |                |
| Heerer Straße 3 52° 2′ 23″ N, 10° 15′ 45″ O                       | Wohnhaus       | Das um 1800 errichtete zweigeschossige klassizistische Fachwerkgebäude ruht auf einem Natursteinsockel unter einem Schopfwalmdach. | 34103980 | BW             |
| Hubertusstraße 52° 1′ 52″ N, 10° 12′ 52″ O                        | Gedenkstätte   | Um 1920 errichtete Anlage zur Erinnerung an die Gefallenen des Ersten Weltkrieges, später ergänzt um die Gefallenen des Zweiten Weltkrieges | 34104004 | BW             |
| Hubertusstraße 52° 2′ 17″ N, 10° 15′ 39″ O                        | Kapelle        | 1909 als Friedhofskapelle errichtetes neogotisches Gebäude auf einem Werksteinsockel unter einem Satteldach. | 34104027 | BW             |
| Hubertusstraße 56 52° 2′ 19″ N, 10° 15′ 48″ O                     | Wohnhaus       | Um 1900 errichtetes zweigeschossiges Fachwerkgebäude auf einem Quadersockel unter einem Satteldach | 34104073 | BW             |
| Hubertusstraße 58 52° 2′ 19″ N, 10° 15′ 45″ O                     | Wohnhaus       | Um 1870 errichtetes verputztes Gebäude im Stil der Neorenaissance auf einem Quadersockel unter einem Satteldach. Das Hoftor datiert auf 1831. | 34104098 | BW             |
| L496 52° 1′ 42″ N, 10° 16′ 8″ O                                   | Steinkreuz     | Das vermutlich aus dem 14. Jahrhundert stammende lateinische Steinkreuz ist stark verwittert und trägt eine unleserliche Inschrift. Die örtliche Zuschreibung Tilly-Stein hat vermutlich keine geschichtliche Grundlage. | 34104444 | BW             |
| Hubertusstraße / Auf der Laake (L498) 52° 2′ 21″ N, 10° 16′ 36″ O | Brücke         | 1894 errichtete, 1958 verstärkte Ständer-Fachwerk-Brücke mit Stahlparabeln. | 34104194 | BW             |
| Schulstraße 6 und 7 52° 2′ 24″ N, 10° 15′ 46″ O                   | Schule         | Das 1838 bis 1839 errichtete zweigeschossige Fachwerkgebäude auf einem Quadersockel unter Schopfwalmdach steht mit dem Giebel zur Kirchstraße. Nachdem 1911 das neue Schulgebäude auf der gegenüberliegenden Seite der Kirchstraße errichtet wurde, waren hier Wohnungen für die Lehrer untergebracht. | 34104221 | BW             |